# Korglift

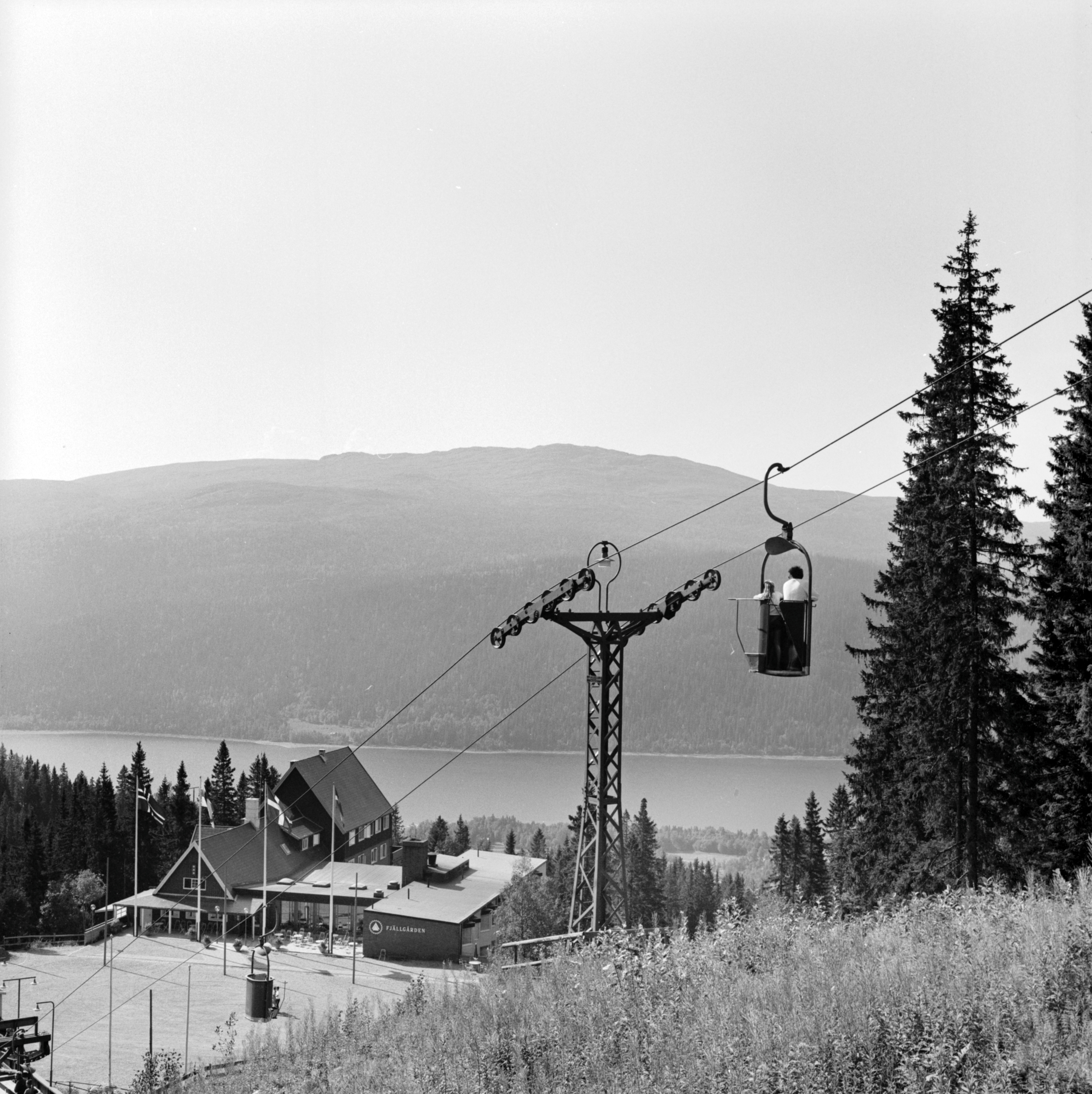
Korglift. Fjällgården i Åre, augusti 1969.

Korglift är en typ av linbana (kan även benämnas korglinbana), vilken länge använts som skidlift men har blivit en ålderdomlig sådan. Motoriken är densamma som stollift med fast klämma, med den huvudsakliga skillnaden att korgliftars transportenheter föreställer korgar eller "hinkar" – som lastar högst två stående personer per korg, där passagerarna kliver på respektive av genom en smal dörr som stängs/öppnas manuellt vilket gör på- och avstingningsmomenten till riskfyllda manövrar. Drifthastigheten är således endast omkring 1,5 m/s med några få exemplar uppemot 2 m/s, och normal kapacitet är 200–700 personer i timmen. Många alpinsportutövare såväl som liftoperatörer har ofta, felaktigt, kunnat kalla eller blanda ihop korglift med (fast) stollift – trots att stolliftar transporterar sittande åkare, och vanligen med både en betydligt större kapacitet och högre drifthastighet.
Sveriges (och en av världens) första korglift var Fjällgårdsliften i Åre med två delsträckor, uppfördes år 1952 men byggdes om till tvåstolsliftar på 1970-talet.